# Riboflavine-5'-fosfaat
Riboflavine-5'-fosfaat of flavine-mononucleotide is een gele kleurstof en is de actieve vorm waarin riboflavine voorkomt in cellen en weefsels. Het wordt in het lichaam enzymatisch geproduceerd uit riboflavine en fungeert als co-enzym voor een aantal oxidatieve enzymen, waaronder NADH-dehydrogenase.
In levensmiddelen is het gebruik toegestaan onder E-nummer E101(ii). De ADI (aanvaardbare dagelijkse inname) is tot 0,5 mg/kg lichaamsgewicht. Het mononatriumzout van riboflavine-5'-fosfaat is toegelaten onder de naam E106.